# Chiesa del Purgatorio (Luras)
La chiesa del Purgatorio è un edificio religioso situato a Luras, centro abitato della Sardegna nord-orientale. Consacrata al culto cattolico, fa parte della parrocchia di Nostra Signora del Rosario, diocesi di Tempio-Ampurias.
Edificata alla fine del Settecento presenta una facciata in conci di granito a vista, con tetto a capanna e abbellita da un campaniletto a vela, risultato di un rifacimento integrale effettuato durante il 1854.

L'aula, mononavata, è suddivisa in due campate da un arco a tutto sesto ed è coperta da tetto a due falde in travetti di legno. Sul fondo il presbiterio quadrangolare, voltato a botte, custodisce la Madonna del Carmine con i santi Rocco e Sebastiano, pittura risalente della metà del Settecento.